# Атила (опера)
 Тази статия е за операта.  За други значения вижте Атила (пояснение).  
„Атила“ (на италиански: Attila) е опера в пролог и 3 действия от бележития италиански композитор Джузепе Верди от 1846 г. Посветена е на нашествието в Италия и нейното опустошаване от хуните начело с вожда им Атила в средата на 5 век.

## История
Либретото, основаващо се на пиесата „Атила, крал на хуните“ (Attila, König der Hunnen) от Захариас Вернер (Zacharias Werner), е написано от Темистокъл Солера (Temistocle Solera) и Франческо Мария Пиаве (Francesco Maria Piave).
Отначало Верди поръчва либретото на Ф. М. Пиаве, но не го одобрява и възлага задачата на Т. Солера. Все пак се връща към Пиаве за текста на 3-то действие.
Премиерата на операта е в оперния театър „Ла Фениче“ (La Fenice, „Феникс“) във Венеция на 17 март 1846 г. След световната премиера във Венеция за първи път в чужбина операта е поставена в Лондон (1848) и Ню Йорк (1850).
Арията с героичното решение на Енцио във 2-ро действие „Моят жребий е хвърлен“ (E' gettata la mia sorte) се приема с овации и прославя още по времето на композитора в контекста на приемането на либерална конституция от Фердинанд II, крал на двете Сицилии. Коментари от онова време възхваляват творбата като подходяща за „политическо образование на народа“, докато други обратно критикуват операта като „тевтонска“ по природа.

## Действащи лица
| Роля                                                                         | Партия  |
| ---------------------------------------------------------------------------- | ------- |
| Атила, крал на хуните                                                        | бас     |
| Улдино, бретонски младеж, роб на Атила                                       | тенор   |
| Одабела, дъщеря на управителя на Акуилея                                     | сопран  |
| Ецио, римски военачалник                                                     | баритон |
| Форесто, конник от Акуилея                                                   | тенор   |
| Леоне (папа Лъв I)                                                           | бас     |
| жреци и жрици, хунски и римски воини, хора от Акуилея и Рим, отшелници, роби |         |

## Сюжет
Място и време на действието: Акуилея и Рим, Италия, ок. 452 г.

### Пролог
Аквилея, Италия, 452 г. Атила, „бичът Божий“ е нахлул Италия. Хуните празнуват победата си. Пленили са част от заловените римски жени. Лидер им е Одабела, дъщеря на убития от Атила владетел на Аквилея. Тя декларира, че италианските жени винаги ще защитават страната си. Впечатлен от нейната смелост, Атила ѝ предлага да изпълни нейно желание. Одабела го моли за меч. Атила решава да ѝ даде своя собствен, a тя му обещава да го използва срещу самия него, за да отмъсти за смъртта на баща си. След като жените напускат, Атила поздравява римския генерал Езио с уважение като достоен противник. Езио му предлага тайно споразумение: цялата Римска империя ще е на Атила, ако той остави Италия на Езио. Атила гневно отхвърля предложението и декларира, че ще срине Рим.
Буря бушува над Адриатическите лагуни. Благородникът Форесто очаква бурята да утихне и да успее да пристигне с групата бежанци от Аквилея. Той е притеснен за Одабела, годеницата му. Бежанците поздравят слънцето като знак за надежда и Форесто ги призовава да се изгради нов град там между морето и небето-бъдещата Венеция.

### Първо действие
Одабела е останала в преместения в близост до Рим лагер на Атила. Тя търси възможност да го убие. С поглед към нощното небе, тя си представя лицата на баща си и на Форесто, когото тя също смята за мъртъв. Изведнъж Форесто се появява. Силно зарадвана тя го поздравява, но той остро я обвинява в предателство, тъй като я е видял с Атила. Одабела го убеждава, че всичко, което тя иска, е да отмъсти. Форесто ѝ вярва и двамата влюбени са отново щастливи заедно.
Атила е в шатрата си през нощта. Сънува ужасяващ сън: един белобрад старец го спира пред портите на Рим, който в името на боговете го предупреждава да не посяга на Вечния град. Събуждайки се, възстановява самообладанието си и призовава войските да маршируват около града, като шествие. Шествието се ръководи от римския епископ Лео-старият човек от съня на Атила, който изрича същите думи от съня. Вождът на хуните е ужасен, докато християните хвалят силата на своя Бог. Атила пада в безсъзнание.

### Второ действие
Сам в лагера си, Езио размишлява върху бившата слава на Рим. Роби на Атила се появяват и канят него и Римските капитани на банкет. Един от тях е Форесто, който предлага план за изненадваща атака срещу Атила по време на празника. Езио се вълнува при мисълта за отмъщението на страната си.
Кралят на хуните приветства Езио и римляните в своя лагер. Жрици пеят и амазонки се подготвят за забавление на гостите. Езио отново повтаря предложението си да си поделят властта с Атила, но той отказва отново. Междувременно Форесто казва на Одабела, че са сложили отрова в чашата с вино на Атила. Чувствайки се излъгана от отмъщението си, тя предупреждава Атила, който е напът да пие. Яростен, Атила иска да знае кой е отговорен. Когато Форесто пристъпва напред, Одабела моли Атила да ѝ даде правото тя сама да се разправи с Форесто, заради това, че го е спасила. Атила се съгласява и декларира, че в знак на благодарност той ще се ожени за Одабела на следващия ден. Одабела освобождава Форесто.

### Трето действие
Форесто очаква новината за брака на Одабела, проклина я поради очевидното предателство. Езио пристига и казва на Форесто, че хората му са готови за атака срещу хуните и очакват сигнала му. Сватбеното шествие се чува в далечината. Одабела изведнъж се появява разсеяна и молейки призрака на баща си за прошка за това, че се омъжва за човека, който го е убил. Форесто ѝ се противопоставя, но тя го уверява, че винаги го е обичала, и че скоро всичко ще има своето обяснение. Атила търсейки своята годеница я намира с Форесто и Езио и ги обвинява в предателство и неблагодарност. И тримата му отговарят с омраза, и далечните им викове сигнализират за началото на атаката на римляните срещу нищо неподозиращите хуни. Одабела пробожда Атила.